# Dumisa Ngobe
Pour l’article homonyme, voir Nosipho Dumisa.
Vincent Dumisa Ngobe (né le 5 mars 1973 à Witbank) est un footballeur international sud-africain. Il évolue au poste de milieu de terrain du milieu des années 1990 à la fin des années 2000.
Après des débuts au Kaizer Chiefs FC, il joue ensuite notamment au Orlando Pirates et dans le club turc d'Ankaragücü.
Il compte 32 sélections pour deux buts inscrits en sélection nationale avec laquelle il est finaliste de la Coupe d'Afrique des nations 1998 et troisième de la Coupe d'Afrique des nations 2000.

## Biographie

### Carrière en sélection
Il est international sud-africain à trente-deux reprises pour deux buts inscrits. 
Il participe à la Coupe des confédérations 1997 (1er tour), à la CAN 1998 (finaliste), à la CAN 2000 (troisième, un but contre le Gabon) et aux JO 2000 (1er tour).

## Palmarès
- Finaliste de la Coupe d'Afrique des nations 1998 avec l'équipe d'Afrique du Sud
- Troisième de la Coupe d'Afrique des nations 2000 avec l'équipe d'Afrique du Sud